# Arthur Scherbius

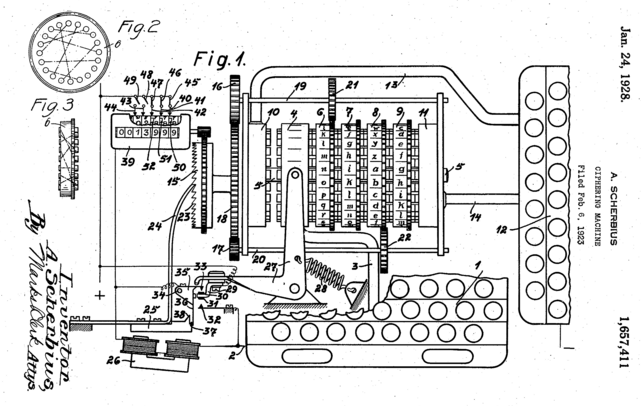
Patent voor de Enigma

Arthur Scherbius (Frankfurt, 20 oktober 1878 - 13 mei 1929) was een Duitse uitvinder van rotormachines.
Scherbius volgde achtereenvolgens technische opleidingen in München en Hannover en ontving na zijn dissertatie in 1904 zijn doctoraat.
Scherbius patenteerde op 23 februari 1918 een op het rotorprincipe gebaseerde codeermachine die hij "Enigma" noemde. Aanvankelijk probeerde Scherbius de machine te slijten aan de Duitse marine. Hij had hiertoe met de ingenieur E. Richard Ritter een bedrijf opgericht; Scherbius & Ritter. Na de afwijzing van de marine zochten ze ook contact met Buitenlandse Zaken die eveneens niet geïnteresseerd waren. Hierop begon Scherbius een ander bedrijf (Gewerkschaft Securitas) om de machine te promoten en droeg de patentrechten over. Op 9 juli 1923 werd het bedrijf Chiffriermaschinen Aktiengesellschaft opgericht om de machine te produceren en op de markt te zetten. Scherbius zat in de raad van bestuur.
In 1923 werd op het congres van de Wereldpostunie in Bern een machine met de naam Glow-lamp Ciphering and Deciphering Machine Enigma geëxposeerd. Een jaar later werd op datzelfde congres -in Stockholm- een met de machine vercijferd bericht uitgewisseld met de Duitse post. Hierop kreeg de machine publiciteit in het Amerikaanse Radio News en een uitvoerige beschrijving in het boek Chiffrieren mit Geräten und Maschinen van Siegfried Türkel van het criminologisch instituut in Wenen.
De machine werd commercieel verkocht en moest concurreren met onder meer de Kryha.
In 1926 werd de machine door het Zweedse leger en de Duitse marine in gebruik genomen gevolgd door het Duitse leger in 1928. In datzelfde jaar kochten ook het Amerikaanse leger en het Britse Foreign Office een exemplaar voor evaluatie. Het Poolse Biuro Szyfrów volgde de ontwikkelingen in Duitsland scherp en besloot ook een exemplaar aan te schaffen voor analyse.
De machine werd doorontwikkeld en het bedrijf van Scherbius kreeg in 1927 ook het patent van de Nederlander Hugo Alexander Koch in handen. Scherbius zou het grootste deel van de geruchtmakende geschiedenis van de Enigma-machine echter niet meemaken. In 1929 overleed hij na een ongeval met een paardenkoets.